# Achille Fould
Achille Fould (ur. 17 listopada 1800 – zm. 5 października 1867) – francuski finansista oraz polityk.

## Życiorys
Urodził się w 1800 roku w Paryżu jako syn żydowskich bankierów. Swoją karierę polityczną rozpoczął w 1842, kiedy został wybrany jako poseł do Zgromadzenia Narodowego z regionu Pireneje Wysokie. Od rozpoczęcia swojej kariery, aż do śmierci był aktywistą politycznym zabierającym głos w kluczowych dla ówczesnej Francji sprawach. Popierał rewolucję Wiosny Ludów, a także sprzeciwiał się używaniu przez rząd papierów wartościowych. Swoją opinię na ten temat opublikował w dwóch pamfletach wydanych pt. Pas d'Assignats oraz Observations sur la question financière.
Podczas rządów Napoleona III Bonaparte Fould był wybierany czterokrotnie na stanowisko ministra finansów. W trakcie pełnienia swojej funkcji był autorem wielu reform gospodarczych przeprowadzonych w ówczesnej Francji. Był zagorzałym konserwatystą, przeciwnikiem wolnego handlu oraz zwolennikiem zamachu stanu, po którym Napoleon III zdobył władzę tworząc II Cesarstwo.
W latach 1861–1867 został ponownie mianowany ministrem finansów. Jako minister finansów obniżył zadłużenie narodowe, które w 1863, wskutek europejskiej inwazji w Meksyku, przekroczyło 300 milionów franków.
Achille Fould zmarł w 1867 roku w Tarbes w wieku 67 lat.